# Megaloblatta longipennis
Megaloblatta longipennis is een insect uit de familie Ectobiidae.

## Kenmerken
Dit dier is 's werelds grootste gevleugelde kakkerlak met lange draadvormige antennen en een spanwijdte van wel 20 cm. Beide geslachten zijn gevleugeld.

## Verspreiding en leefgebied
Deze soort komt voor in Peru, Ecuador en Panama.